# Chaperon

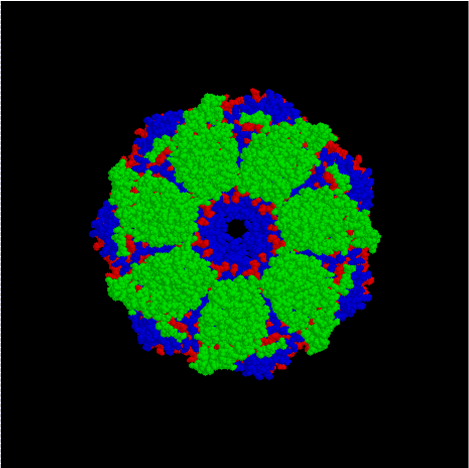
GroES/GroEL komplex

Chaperon (ʃɜpron, z fr. chaperon, gardedáma) je speciální protein, který v buňce pomáhá skládat většinu bílkovin do jejich správného prostorového uspořádání. Tím tedy těmto proteinům umožňují vykonávat jejich funkci v buňce. Chaperony se vyskytují jak v eukaryotických buňkách, tak i u bakterií a v mitochondriích.

## Funkce
Chaperony jsou strážci, kteří kontrolují a zabezpečují správnou prostorovou strukturu proteinů a brání vzniku nesprávných vazeb. Chaperony hsp60 dokonce umí špatně sbalené proteiny opět rozbalit.
Je známo, že funkce bílkovin obecně není dána pouze jejich primární strukturou, ale z velké části také terciární strukturou. Právě složení do této terciární struktury je kontrolováno z velké části chaperony. V podstatě se jedná o dosažení optimální prostorové organizace molekuly proteinu. Chaperon však není součástí výsledného proteinu, nýbrž se po vykonání své činnosti opět odpojí.
Jak molekulové chaperony fungují, není zatím dostatečně dobře známo, ale některé z nich jsou ATPázy, které se vážou k proteinům, a tím umožňují jejich uvolnění za vzniku energie v podobě ATP. K významným molekulárním chaperonům patří tzv. proteiny tepelného šoku (heat shock proteiny).

## Typy chaperonů
Jsou známy čtyři základní typy chaperonů; obvykle však spolupracují s různými dalšími proteiny, např. kochaperony:

### Hsp70
Chaperony hsp70 se vážou na hydrofobní části právě vznikajících (syntetizovaných) proteinů a stabilizují je v nesbaleném stavu, proteiny pak snadněji procházejí membránami, např. do mitochondrie (kde se na ně naváže mitochondriální hsp70). Chaperony stimulují export proteinů z buněk, podílí se na konformaci replikačních komplexů, podporují odbourávání poškozených proteinů. Ke správně sbaleným proteinům se nevážou. Při vazbě pomáhá pomocný protein (u Escherichia coli je jím DnaJ), samotná vazba probíhá „ATP-dependentním způsobem“, kdy chaperon napřed naváže ATP a tím je schopen reagovat s pomocným proteinem, díky jeho přítomnosti se ATP hydrolyzuje na ADP+Pi a získaná energie umožní vazbu na nesbalený protein. Protein se uvolní, když nová molekula ATP nahradí na chaperonu ADP, což zařizuje další pomocný protein (u E. coli GrpE).

### Hsp60
Chaperony hsp60 podporují sbalování nadprodukovaných proteinů, zúčastňují se sbalování fágového virionu, stabilizují proteiny určené k exportu do mezimembránového prostoru. Nesbalené proteiny přijímají od hsp70, špatně sbalené proteiny umí opět rozbalit. Proteiny sbalují pomocí zvláštní kapsy, do které protein umístí. Chaperonům hsp60 se také říká „chaperoniny“, patří mezi ně např. GroEL a GroES z E. coli.

### Hsp90
Chaperon hsp90 se váže na steroidní receptory, inhibuje aktivitu tyrozinkinázy. U E. coli ho tvoří HtpG.

### Hsp100
O chaperonech hsp100 se mnoho neví, pravděpodobně pracují podobně jako hsp60, vytvářejí také kapsu. U E. coli je tvoří proteiny Clp.

## Poruchy
Proteiny, které se nenacházejí v optimální konformaci, svoji funkci plní buď špatně nebo ji neplní vůbec. Oba stavy vedou k četným patologickým stavům a mohou mít pro organismus fatální následky, jako např. neurodegenerativní onemocnění.